# Ludolf Saský
Ludolf Saský (asi 1295 – 1378), známý také jako Ludolphus de Saxonia a Ludolf Kartuzián, byl německý teolog čtrnáctého století.
Jeho nejznámějším dílem je spis Vita Christi (Život Kristův), vytištěný poprvé po roce 1470. Významně ovlivnil vývoj křesťanské meditace: učí čtenáře, aby sám sebe „promítl“ do té či oné biblické scény z Ježíšova života; tato technika se rozšířila mezi přívrženci hnutí devotio moderna a později ovlivnila sv. Ignáce z Loyoly.

## Život

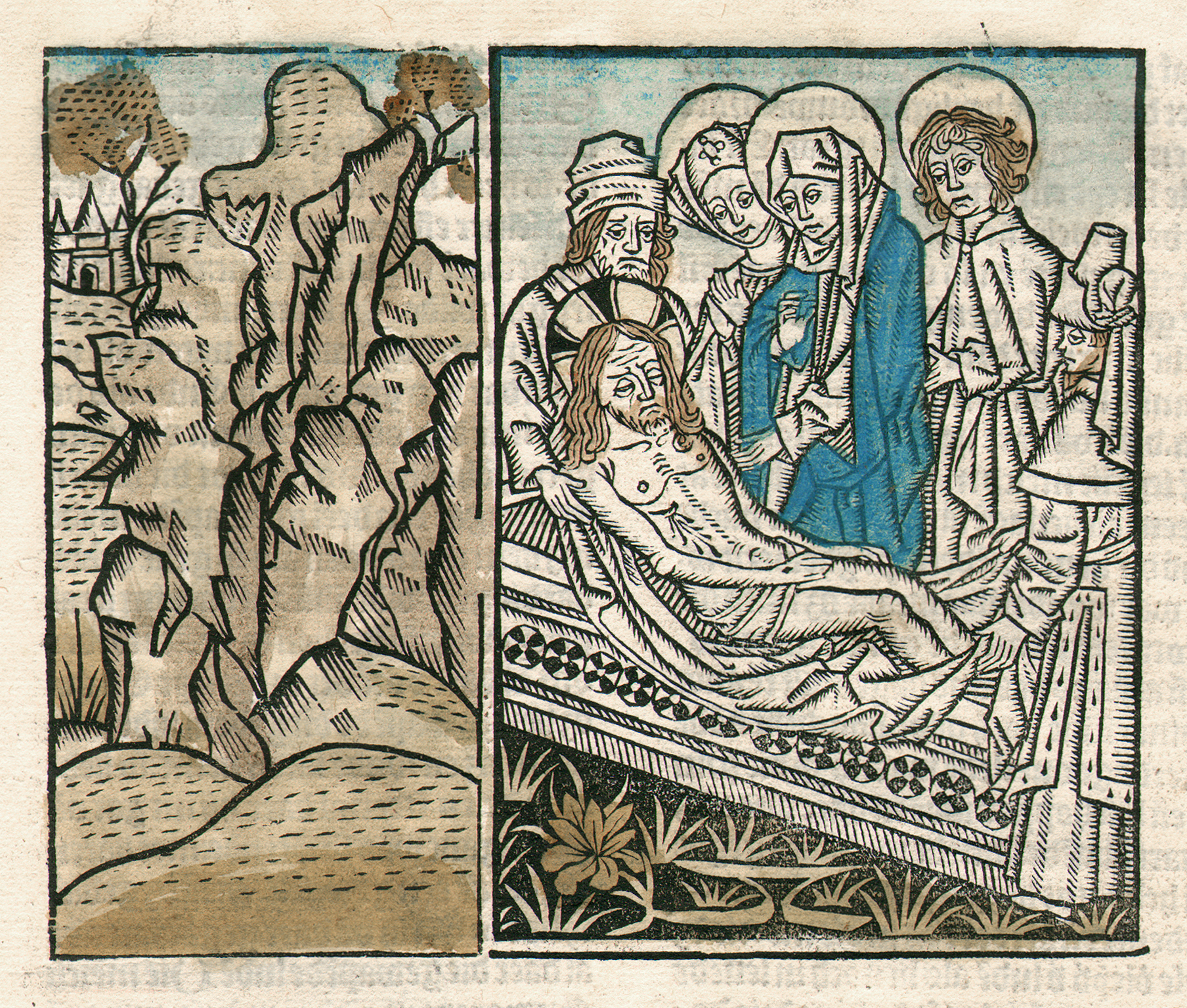
Vita Christi 1487, kolorovaný dřevořez

O Ludolfově životě nemáme mnoho informací. Narodil se snad kolem roku 1295; vstoupil nejprve do dominikánského řádu (pravděpodobně kolem r. 1310), prošel řádovým studiem filosofie a teologie; duchovnímu životu se možná naučil od svých současníků a dominikánských spolubratří Johannese Taulera a Heinricha Susa.
Kolem r. 1340 získal povolení přestoupit do řádu kartuziánů. Vstoupil do štrasburské kartouzy, o tři roky později byl povolán vést nedlouho předtím založenou kartouzu v Koblenci. Ještě před rokem 1348 však na funkci převora rezignoval; stal se prostým mnichem nejprve v Mohuči a pak ve Štrasburku, kde strávil posledních třicet let života. Zemřel po osmdesátém roce svého života 13. dubna 1378.

## Dílo
- Komentář k žalmům. Ludolf rozvíjí hlavně jejich duchovní smysl; drží se výkladů sv. Jeronýma, sv. Augustina, Cassiodora a Petra Lombardského. Komentář byl poprvé vydán r. 1491 a ve středověkém Německu byl velmi rozšířen.
- Vita Christi (celým názevem Vita Jesu Christi e quatuor Evangeliis et scriptoribus orthodoxis concinnata, tedy Život Ježíše Krista sestavený ze čtyř evangelií a pravověrných spisovatelů), jeho hlavní dílo. Není to prostý životopis, nýbrž komentář k evangeliím obsahující mnoho citací z církevních Otců, mnoho naučných pasáží o víře a morálce, řadu duchovních rad, meditací a modliteb. Spis se neobyčejně rozšířil a byl nazýván summa evangelica; Ludolf zde shromáždil moudrost více než šedesáti starších autorů.
- Je možné, že Ludolf napsal i Speculum Humanae Salvationis; bylo mu připisováno i autorství dalších traktátů a kázání, jejichž původ se dnes pokládá za sporný nebo které jsou ztraceny. Někdy mu byl připisován i slavný spis Následování Krista – neprávem, avšak autor tohoto díla z Ludolfa čerpá.

## Význam
Vita Christi se stala jedním z nejčtenějších náboženských spisů pozdního středověku: už na začátku 15. století vlastnila její exempláře většina klášterních knihoven, záhy byla přeložena do francouzštiny, nizozemštiny, katalánštiny, kastilštiny, italštiny a portugalštiny (vůbec první kniha tištěná v portugalštině). Do dalších jazyků (němčina, angličtina) byly opakovaně přeloženy některé části.
Působení spisu bylo až do raného novověku mimořádné. Ovlivnil různá reformní hnutí v církvi; ve Španělsku měl vliv na Terezii z Avily a Ignáce z Loyoly (ten jej pravděpodobně četl v kastilském překladu r. 1521, když se uzdravoval z válečného zranění; prožitky spojené s četbou byly jedním z impulsů vedoucích k jeho konverzi). Ignácova Duchovní cvičení jsou ovlivněna jak teologií Ludolfova spisu, tak jeho obrazným vyjadřováním.
Kolem r. 1400 vznikl v Nizozemí spis Bonaventura-Ludolphiaanse Leven van Jezus, kompilace z Ludolfovy knihy a z Meditationes vitae Christi tehdy připisovaných sv. Bonaventurovi. V Nizozemí a severním a středním Německu se tento spis velmi rozšířil a silně ovlivnil hnutí devotio moderna.
Některé scény z Ludolfova spisu našly výraz ve výtvarném umění, zejména na sever od Alp.